# マイケル・サックス
マイケル・サックス（Michael Sacks,  1948年9月11日 - ）は、アメリカ合衆国の俳優である。

## 来歴
1948年、ニューヨーク州ニューヨーク市生まれ。1972年に小説家カート・ヴォネガットによる同名小説の映画化作品『スローターハウス5』で映画デビュー。同作品では物語の主人公ビリー・ピルグリムを演じて、1973年のゴールデン・グローブ賞における新人賞にノミネートされている。
1974年にはスティーヴン・スピルバーグ監督が初の劇場公開映画監督デビューを果たした『続・激突!/カージャック』へもメインキャストとして出演し、ゴールディ・ホーンとウィリアム・アザートン演じる若夫婦の警察からの逃走劇に巻き込まれる若巡査を演じた。その後もジェームズ・ブローリン主演のホラー映画『悪魔の棲む家』などへ出演しているが1984年を最後に俳優業は引退。その後は証券会社で会社員として働いていた。

## 出演作品

### 映画
| 公開年 | 邦題 原題                                                  | 役名                         | 備考       |
| ------ | ---------------------------------------------------------- | ---------------------------- | ---------- |
| 1972   | スローターハウス5 Slaughterhouse-Five                      | ビリー・ピルグリム           |            |
| 1974   | 続・激突!/カージャック The Sugarland Express               | マックスウェル・スライド巡査 |            |
| 1979   | ハノーバー・ストリート 哀愁の街かど Hanover Street         | マーティン・ハイヤー         |            |
| 1979   | 悪魔の棲む家 The Amityville Horror                         | ジェフ                       |            |
| 1982   | スプリット・イメージ/人格分離 Split Image                  | ガブリエル                   |            |
| 1983   | SFスターフライトI Starflight: The Plane That Couldn't Land | ピート                       | テレビ映画 |

### テレビ
| 放映年 | 邦題 原題              | 役名                 | 備考                                    |
| ------ | ---------------------- | -------------------- | --------------------------------------- |
| 1977   | 警部マクロード McCloud | ハーヴィー・ポリック | シーズン7 第6話 "McCloud Meets Dracula" |

## 参照
1. 1 2  “Michael Sacks Biography”. 2014年8月19日閲覧。
2. ↑  “Michael Sacks - Awards” (英語). IMDb. 2025年5月8日閲覧。